# Lindsey Stirling
Lindsey Stirling (n. 21 septembrie 1986) este o violonistă americană, dansatoare, interpretă, cântăreață și compozitoare. Ea pune în practică interpretări la vioară combinate cu diferite coregrafii excepționale și live și în videoclipurile ei ce pot fi găsite pe canalul său de YouTube. 
Lindsey Stirling este considerată ca fiind un "Artist YouTube"(eng:YouTube Artist/YouTube Star) deoarece aceasta s-a făcut cunoscută încărcând videoclipurile sale pe celebra platformă. Lindsey a reușit să strângă un număr record de peste 1.730.000.000 vizualizări și 9.150.000 abonați,pe cont propriu,fără vreo casă de discuri în spate. Chiar și în momentul de față,conturile sale de pe rețelele sociale sunt administrate exclusiv de ea,Lindsey având o relație foarte strânsă cu fanii săi.
Lindsey acoperă o gamă foarte mare de stiluri muzicale, de la muzică pop și rock, la muzică electronică(EDM). Pe lângă piesele originale,discografia ei conține numeroase cover-uri,dintre care cele mai populare sunt Radioactive (care a câștigat Response of the Year în 2013),All of me (ft John Legend) și Skyrim. Melodia Crystallize a fost primul său hit,melodia atingând 1.000.000 de vizualizări în 24 de ore de la încărcare și în momentul de față, 155.000.000 de vizualizări.
Prima sa performanță live mare a fost în 2010,când a apărut în sezonul 5 din America's Got Talent. Lindsey s-a calificat în semi-finale dar a fost exclusă din concurs și umilită în direct, spunându-i-se că este prea diferită pentru a avea succes. Lindsey nu a renunțat și, deși a fost o experiență umilitoare care "a speriat-o prea tare să mai pășească pe o scenă vreodată", a început să încarce clipuri pe YouTube. Cu banii obținuți din muzică, aceasta și-a permis să plece în turneu pentru prima dată, în 2013.
Lindsey a lansat două albume de succes:
- Lindsey Stirling (2013)
- Shatter me (2014)

## Viața personală
Lindsey s-a născut în Santa Ana,California. A fost crescută într-o familie modestă împreună cu cele 4 surori ale sale: Brooke,Jennifer,Marina și Vova de către Stephen și Diane Stirling.Tatăl său a fost scriitor și misionar,una dintre numeroasele sale cărți fiind Persona Non Grata. Părinții săi obișnuiau să o ia la toate concertele de muzică clasică gratuite care aveau loc prin zonă,concerte în care Lindsey vedea alti violoniști. De aici și pasiunea sa pentru vioară. Stirling a spus "Fiind expusă la atâta muzică clasică,obișnuiam să văd toți acei instrumentiști cântând ,dar mai mereu violoniștii 'conduceau' toate melodiile,ei aveau cele mai mari și mai răsunătoare părți din melodii,de aceea mi-au atras atenția cel mai mult.Erau un fel de staruri ale orchestrelor".Lindsey și-a implorat părinții să înceapă lecții de vioară.Deși părinții ei aveau venituri destul de mici,au făcut eforturi financiare să-i cumpere o vioară iar mama sa a căutat un profesor de vioară pe care și-l putea permite.Toți profesorii de vioară i-au spus mamei sale că "un copil nu poate să învețe un instrument cu 15 minute de lecții pe săptămână",dar,atăt își puteau permite.În cele din urmă,au găsit o profesoară care a acceptat să o învețe pe micuța Lindsey tainele viorii.Aceasta a luat primele lecții la vârsta de 6 ani.
Locuind în Gilbert,Arizona,la vârsta de 16 ani Lindsey a început școala la Mesquite High School,unde și-a format o trupă rock numită Stomp on Melvin.În timp ce era în trupă,a compus o piesă solo rock la vioară,cu care a câștigat premiul Spirit Award la competiția America's Junior Miss. "Strângeam bani pentru facultate și participam la diferite competiții locale.Când m-am înscris la concurs erau foarte mulți violoniști în competiție și chiar nu știam cum o să câștig.Trebuia să fac ceva să ies in evidență,ceva ce restul violoniștilor nu pot face.Așa că am început să combin muzica cu dansul și...iata ce s-a întâmplat! Am câștigat competiția!"

## Carieră
Pasiunea pentru dans
De la o vârstă fragedă,Lindsey a avut o pasiune pentru dans și a vrut să ia și lecții de dans pe lângă lecțiile de vioară.Din păcate,părinții ei de abia și-au putut permite lecțiile de vioară.Prin urmare,Lindsey a fost nevoită să aleagă între cele două și a ales vioara.
În timpul facultății,Lindsey a avut o perioadă în care se gândea să renunțe la vioară.Instrumentul devenise plictisitor iar ea și-a dezvoltat o pasiune pentru muzica hip-hop și rock.Era pe cale să renunțe de tot la vioară doar că i-a venit o idee.S-a gândit să combine muzica cu dansul,și,încet-încet,Lindsey a reusit sa pună în practică coregrafii din ce în ce mai complexe și mai armonioase,cântând muzică hip-hop.
Într-un livestream,Lindsey a explicat că "nu este deloc natural să cânți și să dansezi în același timp;vioara în sine este un instrument ce necesită o poziție a corpului incomfortabilă pentru a cânta;făcând asta în timp ce dansezi este și mai greu deoarece trebuie să mă concentrez și la mâini și să fiu atentă și la restul corpului,și cum mă mișc.De aceea,durează ceva vreme să pot dansa în timp ce cânt:mai întâi trebuie să știu cântecul respectiv pe de rost,să îl cânt fără să stau să mă gândesc și la note și să mă concentrez și pe dans.Cântatul trebuie să vină de la sine,ca eu să mă pot concentra pe mișcările mele."
America's got talent-2010
În 2010,pe când avea 23 de ani,Lindsey s-a înscris la competiția televizată America's got talent,unde a fost clasificată drept violonista hip-hop. Lindsey a ajuns în semi-finale,unde i-a fost zis de către Piers Morgan că "a sunat ca niște șobolani strangulați" și de către restul juriului că "ceea ce face nu este de ajuns pentru a umple un teatru în Vegas". După umilitoarea experiență,Stirling n-a renunțat și a continuat să scrie piese,până în 2012 reușind să scrie al doilea album al său intitulat Lindsey Stirling pe care l-a lansat în 2012. Mulți nu știu,dar Stirling a lansat un album pe 5 noiembrie 2010,intitulat Lindsey Stomp.Albumul conține 3 piese: Transcendence, Song of the caged bird și Spontaneous me.

## Discografie
Lindsey Stirling a lansat două albume și în prezent al treilea album este disponibil pentru pre-comandă (vezi linkurile mai jos)

### Lindsey Stirling (18 septembrie 2012)
Albumul de debut al lui Lindsey auto-intitulat "Lindsey Stirling"   a fost lansat pe 18 septembrie 2012 și a debutat pe poziția numărul 79 Billboard 200.
A debutat la #1 în categoria Classical Albums și Dance/Electronic Albums. 
Albumul a fost re-lansat pe 29 octombrie 2013,aceasta versiune având 5 piese bonus.
Albumul a fost certificat drept "GOLD" de RIAA în 2015,acesta ajungând să vândă peste 500.000 de copii în Statele Unite; albumul a fost certificat drept "GOLD" de 3 ori în Germania,vânzând peste 300.000 de copii acolo. Albumul a fost un "experiment muzical",după cum Lindsey a declarat. Albumul este un classical crossover progresiv,muzica fiind o combinație între muzică clasică si muzică electro,dubstep,house și pop. Cea mai populara melodie de pe album a fost "Crystalliye",aceasta strângând peste 1.000.000 de vizualizări în prima sa zi pe YouTube și în prezent peste 155.000.000 de vizualizări. Crystallize a fost smash hit-ul lui Lindsey,aceasta melodie făcând-o foarte cunoscută și chiar virală pe internet în 2012. Lindsey a relatat că "melodia asta i-a deschis drumul".

## Lista melodiilor
| Nr. | Titlu                    | Lungime |  |
| 1.  | „Electric Daisy Violin”  | 3:15    |  |
| 2.  | „Zi-Zi's Journey”        | 3:16    |  |
| 3.  | „Crystallize”            | 4:18    |  |
| 4.  | „Song of the Caged Bird” | 3:05    |  |
| 5.  | „Moon Trance”            | 3:55    |  |
| 6.  | „Minimal Beat”           | 3:35    |  |
| 7.  | „Transcendence”          | 3:45    |  |
| 8.  | „Elements”               | 4:07    |  |
| 9.  | „Shadows”                | 3:43    |  |
| 10. | „Spontaneous Me”         | 3:29    |  |
| 11. | „Anti Gravity”           | 3:56    |  |
| 12. | „Stars Align”            | 4:47    |  |

Melodiile "Song of the caged bird" , "Transcendence" și "Spontaneous Me" au fost și pe EP-ul lui Lindsey din 2010,"Lindsey Stomp"

### Re-lansare
Pe 29 octombrie 2013,albumul a fost re-lansat în Statele Unite,la un an după lansarea sa inițială. Piesele au fost aceleași,doar că noua versiune avea 5 piese noi.

## Melodii bonus
| Nr. | Titlu                                   | Lungime |  |
| 1.  | „Crystallize (versiunea orchestrală)”   | 4:35    |  |
| 2.  | „Transcendence (versiunea orchestrală)” | 4:22    |  |
| 3.  | „Elements (versiunea orchestrală)”      | 4:08    |  |
| 4.  | „Crystallize (Remix by Wild Children)”  | 4:47    |  |
| 5.  | „My Immortal (Evanescence cover)”       | 4:11    |  |

##### Single-uri de pe album
1. Spontaneous me
2. Transcendence
3. Electric daisy violin
4. Shadows
5. Crystallize
6. Elements
7. Moon Trance
8. Song of the caged bird
9. My Immortal
10. Minimal Beat
11. Stars align